# Pomnik Kargula i Pawlaka w Toruniu
Pomnik Kargula i Pawlaka w Toruniu – rzeźby z brązu na Chełmińskim Przedmieściu w Toruniu, autorstwa Zbigniewa Mikielewicza.

## Opis
11 lutego 2006 roku przed multipleksem kinowym w Toruniu odsłonięto pomnik popularnych, fikcyjnych i charakterystycznych postaci komediowych Władysława Kargula i Kazimierza Pawlaka, bohaterów trylogii filmowej Sylwestra Chęcińskiego Sami swoi (1967), Nie ma mocnych (1974) i Kochaj albo rzuć (1977). Obaj bohaterowie z walizkami, są ukazani w naturalnej wielkości w słynnej scenie z filmu Kochaj albo rzuć, gdzie ze zdumieniem patrzą na amerykańską rzeczywistość po przyjeździe do Stanów Zjednoczonych; w Toruniu patrzą na neon multipleksu. Nieufność i obrzydzenie odbijają się na twarzy Kargula, a naiwność na twarzy Pawlaka. Elementem rzeźb jest także teczka trzymana przez Pawlaka, która w filmie zawierała wódkę, kiełbasę, kryształ i krem Nivea jako humorystyczne atrybuty polskości z czasów zagranicznych wizyt.

## Galeria

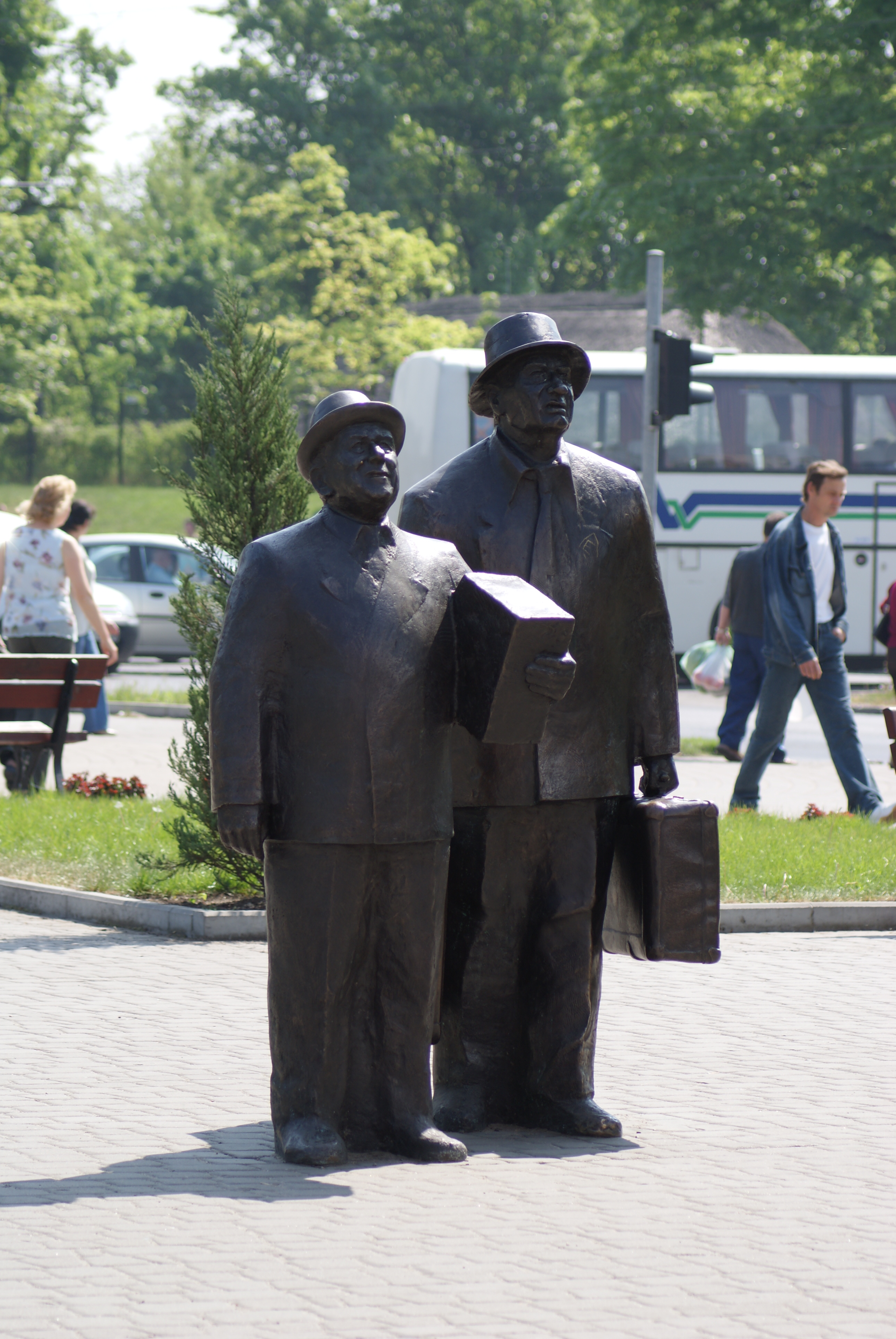
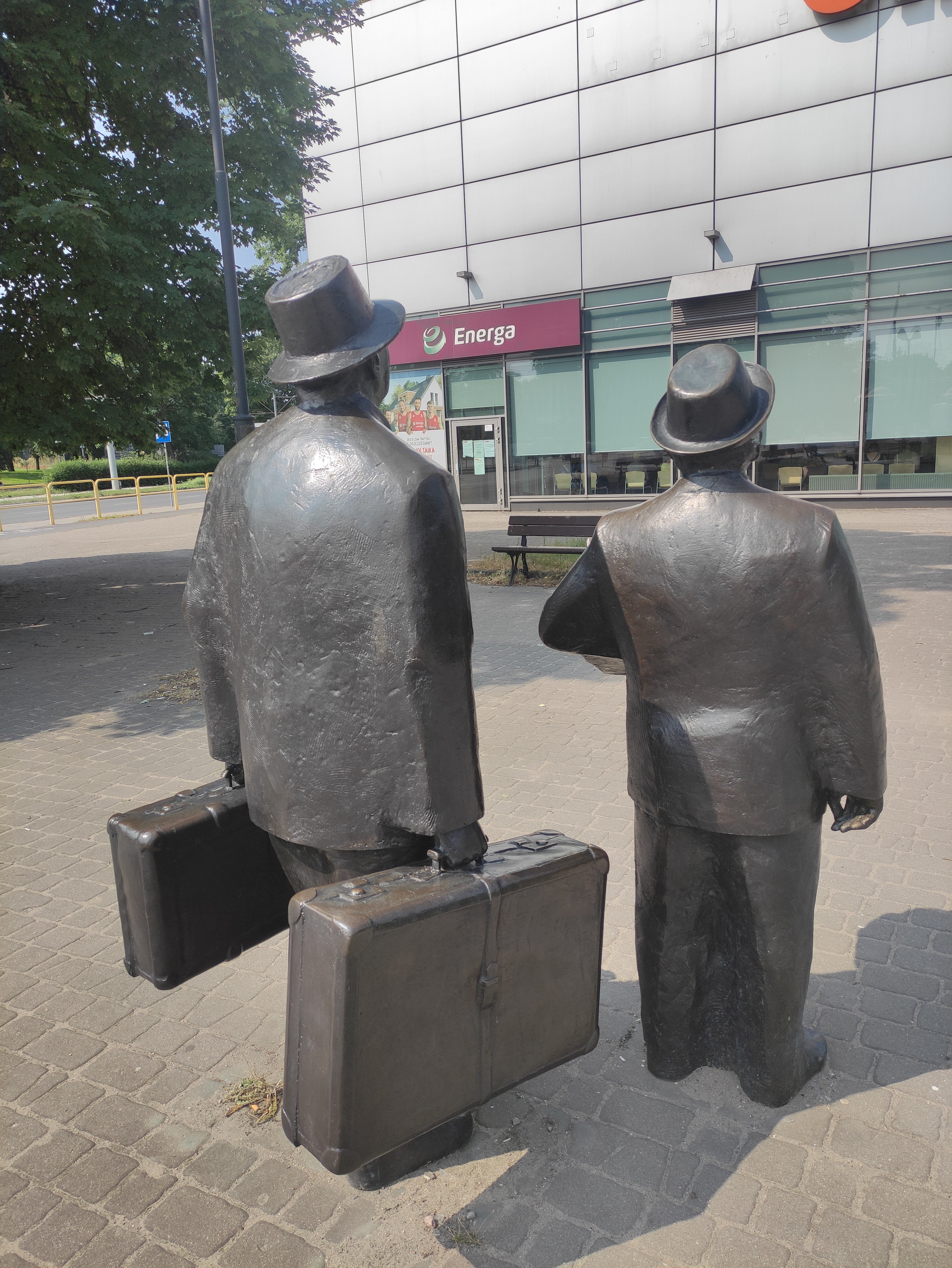